# 西多洛雷斯河
西多洛雷斯河是多洛雷斯河的一条支流，位于美国科罗拉多州西南部，长约56.3公里，源于科羅拉多州多洛雷斯縣蜥蜴頭荒野的威尔逊山，向西南方向奔流而去，在蒙提祖馬縣注入多洛雷斯河。